# Gabriola minima
Gabriola minima là một loài bướm đêm trong họ Geometridae.